# 唐·豪
唐·豪（英語：Don Howe，1935年10月12日—2015年12月23日），英国男子足球运动员。他曾代表英格兰参加1958年和1962年国际足联世界杯，其中1958年世界杯止步小组赛阶段，1962年世界杯止步八强。